# SN 2010im
SN 2010im – supernowa typu Ia odkryta 4 października 2010 roku w galaktyce A201131-4541. W momencie odkrycia miała maksymalną jasność 16,30m.